# Riefelbild
Ein Riefelbild bzw. -gemälde (auch: Riffelbild bzw. -gemälde, perspektivisches Doppelporträt oder Rasterbild) ist ein Bild, das aus nebeneinander platzierten Zylindern mit dreiecksförmiger Grundfläche besteht, wobei auf zwei Seitenflächen der Zylinder jeweils ein unterschiedliches Motiv abgebildet ist; die dritte Seitenfläche ist auf einem flachen Untergrund angebracht. Dadurch entstehen voneinander unabhängige Rechts- und Linksansichten des Bildes.
Die meisten bisher bekannten Riefelgemälde stammen aus dem 18. Jahrhundert und befinden sich in Kirchen, aber auch Porträts von Ehepaaren waren beliebt.

## Varianten
PrismenbilderBei den von Jean-Etienne Liotard geschaffenen Prismenbildern sind die auf allen drei Seitenflächen bemalten Zylinder drehbar, sodass drei verschiedene Motive betrachtet werden können. In der Außenwerbung wird manchmal eine moderne Form der Prismenbilder verwendet, bei der sich die Prismen automatisch und periodisch drehen, um nach Ablauf einer bestimmten Zeitspanne das Motiv zu wechseln.
HarfenbilderDiese Nachfolger der Riefelbilder, auch Saiten-, Kulissen- oder Kastenbilder genannt, stammen vorwiegend aus dem 19. Jahrhundert. Hierbei werden in einem Bildrahmen in regelmäßigen Abständen, ähnlich einer Harfe, Darmsaiten verspannt. Links und rechts werden auf den Saiten die zerschnittenen Streifen des Motivs angebracht, sodass sich im Schrägblick zwei verschiedene Motive erkennen lassen. Bei einer möglichen Erweiterung wird hinter dem Rahmen ein weiteres Gemälde angebracht, wobei eine Direktsicht von vorne hinzukommt. Harfenbilder fanden ehemals massenhafte Verbreitung durch den Verkauf an Wallfahrtsorten.